# Pellegrinia grandiflora
Pellegrinia grandiflora är en ljungväxtart som först beskrevs av Hipólito Ruiz López och Pav., och fick sitt nu gällande namn av Herman Otto Sleumer. Pellegrinia grandiflora ingår i släktet Pellegrinia och familjen ljungväxter. Inga underarter finns listade i Catalogue of Life.